# Hermandad de la Esperanza del Vivero (Cáceres)
La Venerable Hermandad y Cofradía de Nazarenos de Nuestro Padre Jesús de la Humildad en su Prendimiento y María Santísima del Dulce Nombre y Esperanza es una hermandad de la Semana Santa de Cáceres, en Extremadura; fundada originalmente en 2008. Su sede canónica se encuentra en la parroquia del Beato Marcelo Spínola. Procesiona el Domingo de Ramos por la tarde con 1 paso.

## Historia
Tras la Semana Santa de 2007, un grupo de cofrades decide crear una hermandad de Semana Santa en el barrio de El Vivero, concretamente en la parroquia del Beato Marcelo Spínola, con el apoyo del párroco. La Junta Rectora conformada estableció por unanimidad que las imágenes serían portadas a costal, descartándose la tradicional forma de carga al hombro y con horquillas. Además, se decidió que el misterio a representar sería el Prendimiento del Señor, que conformaría un paso de varias imágenes, llevando la advocación de Jesús de la Humildad, y que su titular mariana sería María Santísima del Dulce Nombre.
Con esta premisa se encarga el 15 de julio de 2007 al escultor e imaginero Antonio Jesús Dubé Herdugo, hijo de Antonio Dubé de Luque la hechura de una imagen del Señor.
En febrero de 2008 es erigida la cofradía y se procede 17 de febrero a la compra del paso de misterio de la Hermandad de la Yedra de Jerez de la Frontera, es en ese mismo mes cuando realizan su primer ensayo, por las calles del barrio con hermanos costaleros, algo que no había acontecido aún en la ciudad de Cáceres.  
El 24 de octubre se bendice la talla de Jesús de la Humildad por el obispo de la diócesis de Coria-Cáceres Francisco Cerro Chaves. 
El 4 de abril de 2009 a las 20:00 h realiza su primera procesión por las barriadas de El Vivero y Cabezarrubia, siendo la primera cofradía en realizarlo a costal. 
En febrero de 2013 se encarga la hechura de la imagen de María Santísima del Dulce Nombre a Ventura Gómez Rodríguez, para posteriormente en noviembre incorporarle la advocación de Esperanza del Vivero a la Virgen. No es hasta junio de 2014 cuando es bendecida en su parroquia la titular mariana. Posteriormente, Ventura Gómez se encargaría de la realización de las imágenes secundarias del misterio del Prendimiento.
En el año 2015 la hermandad participa en el Santo Entierro Grande que organiza cada 5 años la Cofradía de Nuestra Señora de la Soledad y Santo Entierro, de forma especial este se lleva a cabo en Sábado Santo, siendo este el primer año que la hermandad procesiona su imagen titular hasta el centro de la ciudad y volviendo a su barrio posteriormente.
En los años 2016 y 2017 incorpora al paso las primeras imágenes secundarias, siendo en orden un soldado romano y Caifás, el sumo sacerdote obras de Ventura Gómez.
En 2018 por el décimo aniversario de la erección canónica de la Hermandad, esta decide cambiar el día de procesión, así como marcarse el objetivo de llegar al centro. Aunque en un principio estaba previsto procesionar el Jueves Santo, es al final cuando reuniéndose con la Unión de Cofradías Penitenciales, deciden realizar estación de penitencia ante el Santísimo de la iglesia de San Juan el Domingo de Ramos.
El 10 de abril de 2022 la hermandad vuelve a añadir dos imágenes secundarias a su misterio siendo en este caso San Pedro y San Juan, quedando solamente una imagen para finalizar el misterio del Prendimiento.
En 2024, durante un Cabildo General se expone a los hermanos el proyecto de paso de palio de María Stma. de Dulce Nombre y Esperanza siendo diseñado por Jesús Benzal, la hermandad hizo pública toda la información mediante sus redes sociales

## Imaginería de la Hermandad

### Nuestro Padre Jesús de la Humildad en su Prendimiento
La talla del Señor, obra de Antonio Jesús Dubé Herdugo, es de madera de cedro real de talla completa, totalmente anatomizada y policromada al estilo barroco sevillano del siglo XVIII, tiene una altura de 1.81 m
La imagen de Jesús de la Humildad representa el momento donde Jesús en el huerto de Getsemaní, con sus manos abiertas, espera el momento de su prendimiento, destaca su dulce mirada con ojos verdes.
Recibe culto en Cuaresma donde se tiene previsto realizar un Vía crucis con la sagrada imagen por las calles aledañas a la parroquia, la imagen tiene una gran variedad de túnicas pero destaca de su ajuar las potencias que regalaron su cuadrilla de costaleros en 2024, de plata de ley chapadas en oro de 24 quilates realizadas por el orfebre sevillano José Manuel Bernet.

### María Santísima del Dulce Nombre y Esperanza

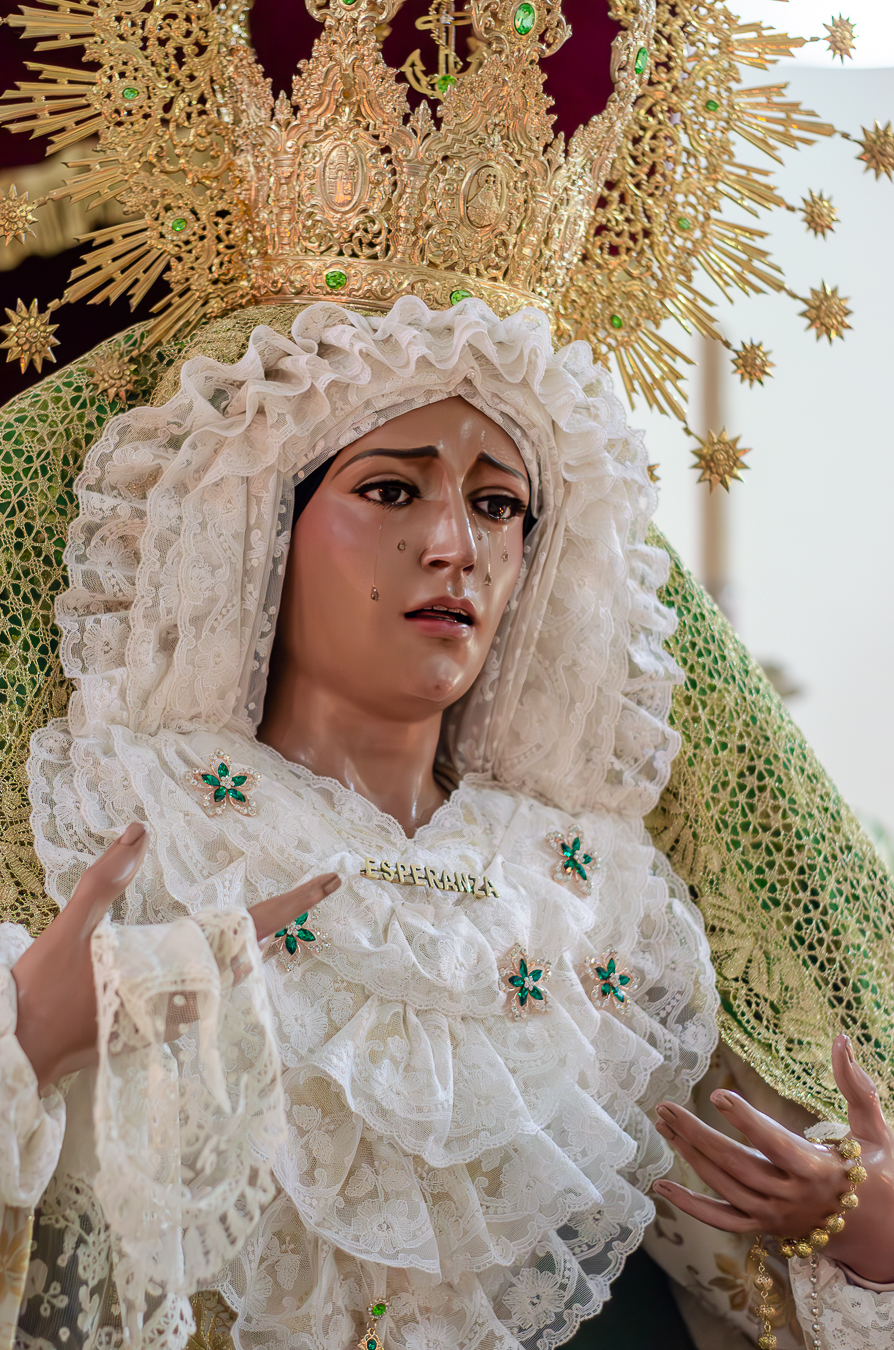
María Santísima del Dulce Nombre y Esperanza en su culto anual de diciembre

Se trata de una imagen de candelero, neobarroca sevillana, obra de Ventura Gómez Rodríguez realizada en madera de cedro real en su taller de Mairena del Alcor  bajo la advocación del Dulce Nombre y Esperanza. 
La imagen de María Stma. representa a una mujer joven de tez morena por donde le recorren cinco lágrimas, dos en la mejilla izquierda y tres en la derecha. Su entrecejo fruncido y su boca entreabierta expresa un gran dolor contenido. Mide aproximadamente 1.75m y recibe culto junto a su hijo en la capilla de la Iglesia Beato Spínola. 
Originalmente su advocación era María Santísima del Dulce Nombre pero en 2013 la junta decide añadirle la advocación "y Esperanza", conociéndose desde ese momento como "la esperanza del Vivero" en referencia al barrio donde nace la hermandad. 
La hermandad actualmente realiza sus cultos en el mes de diciembre coincidiendo con el Día de la Virgen de Esperanza, 8 de diciembre, pero originalmente sus cultos estaban previstos en torno al Día del Dulce Nombre de María, 12 de septiembre. Se desconoce si la hermandad cambiará a futuro los cultos para adaptarlos a sus dos advocaciones. 
A destacar también su impresionante corona repujada en plata de ley y posteriormente chapada en oro con pedrerías de color verde y escudo lacado
María Stma. de Dulce Nombre y Esperanza procesionará en un futuro bajo palio, proyecto que en el que la hermandad esta inmerso.
La única vez que la imagen ha salido a la calle ha sido para el rezo del Rosario Vespertino en su honor, culto que celebra la hermandad en una tarde-noche de sábado del mes de octubre. 

### Misterio del Prendimiento
Para representar el momento del Prendimiento de Jesús la hermandad ha trabajado arduamente para incorporar de forma paulatina las imágenes secundarias.
Encargando al imaginero Ventura Gómez Rodríguez la hechura de todo el misterio bajo un patrón, el misterio se conformaría de seis imágenes secundarias, teniendo la hermandad actualmente su posesión cinco de ellas.
Siendo estas por orden el centurión romano que prende a Jesús (2016), el sumo sacerdote Caifás (2017), Judas Iscariote (2018), San Juan Evangelista (2019) y por último en 2020 se añade a San Pedro, el cual al no poder procesionar ese año se estrenará en 2022. 
Las imágenes de los apóstoles presentan una gran tensión en sus rostros, Judas Iscariote tapa su rostro huyendo de la escena, mientras San Pedro y San Juan Evangelista, el cual tiene lágrimas en sus mejillas, observan la escena desde el olivo impotentes ante el inminente arresto del Señor.
Por otro lado en la primera sección del paso vemos a un centurión romano con una lanza guiando al señor a avanzar hacia sus captores, le sigue de cerca el sumo sacerdote Caifás.  Completa el misterio un olivo de grandes dimensiones.

El paso sobre el que procesiona fue comprado a la Hermandad de la Oración en el Huerto de la Línea de la Concepción el 17 de febrero de 2008, fue  realizado en 1947 por Lutgardo Pinto, en el que también intervino su hijo, el escultor, Francisco Pinto Berraquero, posteriormente fue dorado.

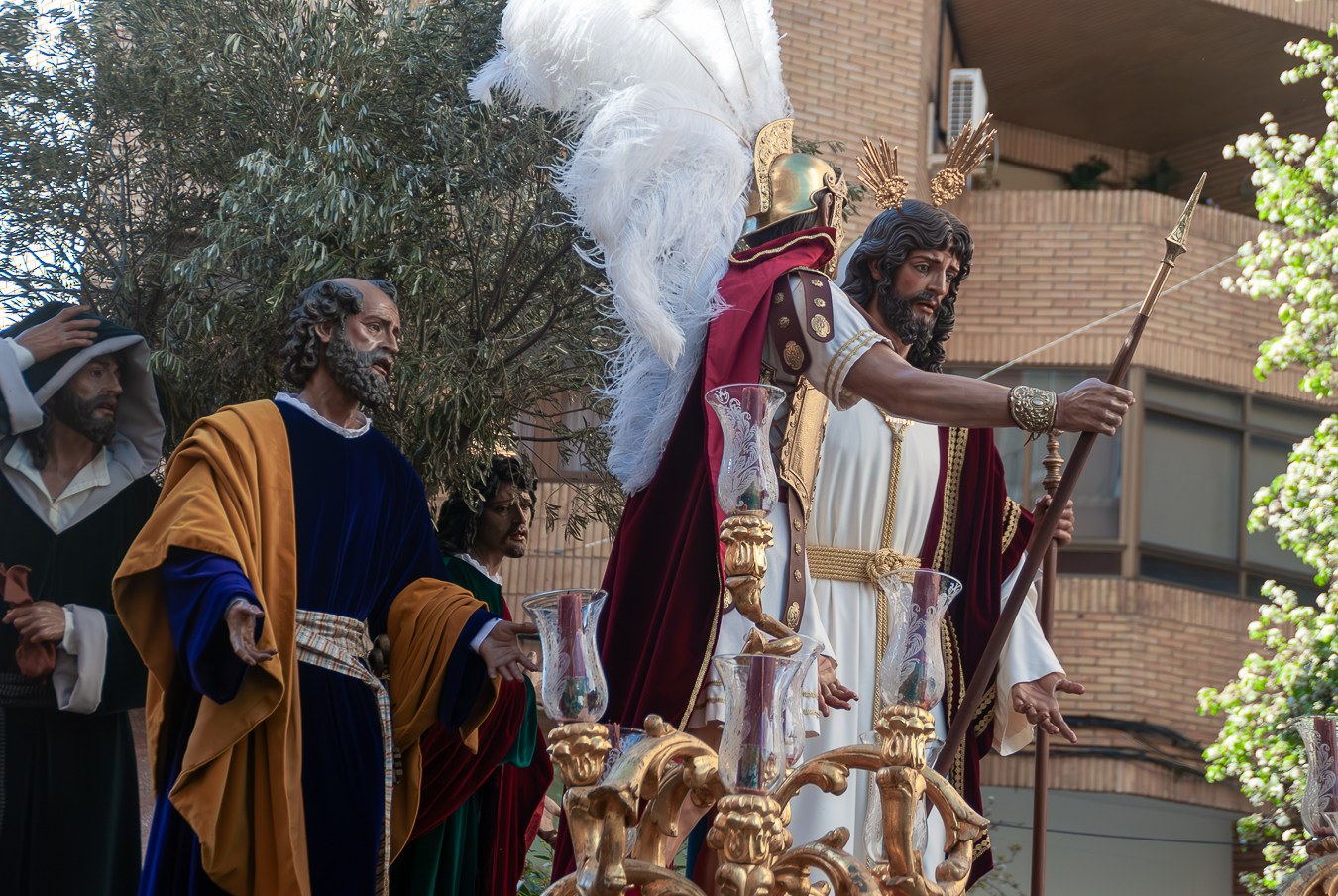
Misterio del Prendimiento de Jesús de la Humildad

## Cultos de la Hermandad
En cuanto a las celebraciones cultuales que organiza la Cofradía destacamos las siguientes:
- Solemne Quinario en honor a Ntro. Padre Jesús de la Humildad.[10]
- Solemne besamano a Ntro. Padre Jesús de la Humildad.
- Rosario Vespertino con la imagen de María Santísima del Dulce Nombre y Esperanza.
- Solemne Triduo Doloroso en honor de María Santísima del Dulce Nombre y Esperanza.